# 劉知幾
劉 知幾（りゅう ちき、661年（龍朔元年） - 721年（開元9年））は、中国唐代の歴史家。字は子玄、名の「知幾」と玄宗の諱である「隆基」との音が近く通ずるので避け、字の劉子玄のほうが著聞している。
本貫は彭城郡彭城県叢亭里。後漢の劉愷（前漢の宣帝の子の楚孝王劉囂の玄孫）の末裔にあたる。父は侍御史であった劉蔵器であり、伯父は国史の編纂に関与した。そのような家庭環境に育ったため、劉知幾も古典・史書の研究に励んだ。子に劉貺（りゅう きょう）・劉餗・劉匯・劉秩・劉迅・劉迥ら。

## 生涯
劉知幾も史学への憧憬は、幼少期からすでに表れていた。幼き劉知幾は、ほかの儒教経典はなかなか覚えることができないなか、試しに読んだ『春秋左氏伝』にはがぜん興味を示し、わずか1年ですべて暗誦してしまった。「書物がみなこうであったら、私も怠けなかったのに」と後年の劉知幾は回想する。
その初心のもと、20歳で進士に及第した後は、史学の研究に専心したいと、史館（史書編集を行う部署）への配属を希望し、41歳の時に著作佐郎を任命されて、修史の任に与った。ところが、念願をかなえたはずの劉知幾は、同時に史館の現実も目の当たりにした。史館の好待遇にあずかろうと、史才のない者までが殺到したためである。自著である『史通』20巻には、その有様を「実際に筆を執る者は十のうち一、二人なのに、史書が完成するとそろって編者に名を連ねようとする」「穀粒しの巣窟、禄盗人の吹き溜まり」と記し、痛烈に批判した。幻滅した劉知幾は、やがて史館を去ろうとするが、そのたびに才能を惜しまれて慰留され、結局61歳で没する直前まで史職に留まった。
史通は、中国における史学批判および史学理論の最初の書とされる。よって、中国での純粋な歴史学の創始者は、劉知幾であるという。
後世、『史通』は歴史研究者の必読の書となったが、文章が難解であるため、清の浦起龍の注釈書である『史通通釈』20巻によって読まれることが多い。
劉知幾は、正三品下という左散騎常侍にまで栄達した。
開元9年（721年）に長男の劉貺が罪を犯して流刑にあったとき、子のために高官に働きかけたことが玄宗に知られ、怒りを買って左遷された。安州都督府別駕という地方の属官に降格され、着任後まもなく死んだ。61歳であった。没後、主著の『史通』が玄宗の前で講じられ、玄宗の心を動かしたことで、汲郡太守、工部尚書を追贈された。
劉知幾が関わった史書には、『高宗実録』『則天大聖皇后実録』『中宗実録』『三教珠英』『姓族系録』などがあり、著書には『劉氏家史』『劉氏譜考』『劉子玄集』などがあったというが、散佚して伝わらない。

### 史才論
「史才論」は、武周の長安3年（703年）、礼部尚書の鄭惟忠から「古来、文士は多いのに史才が少ないのは何故だろうか」と問われたことに対する答えとして書かれた文章で、『旧唐書』『新唐書』に収録されている。
劉知幾は、当時の史官が無知な阿諛の徒に占拠されており、互いに対立して作業が進まないこと、そして自分が作業を進めると非難されるという状況にあったことを憂えていた。こうした状況下で、劉知幾は「史才論」において、史官が持つべき能力を以下の三点にまとめて述べた。
1. 才 - 史料批判や文筆の才能、史書構成の識見のこと。
2. 学 - 多聞博識、知識が豊富なこと。
3. 識 - 歴史叙述を遂行するための正義感、政治的道徳性を備えていること。

劉知幾は、史官たらんとするものはこの三才を備えてはじめてその資格を持つとした。

## 伝記資料
- 『旧唐書』巻102
- 『新唐書』巻132
- 傅振倫『劉知幾年譜』（1934年）